# Bank of America Tower (Nova Iorque)
O Bank of America Tower, também conhecido como 1 Bryant Park, é um arranha-céu de 366 metros de altura no distrito de Midtown Manhattan na cidade de Nova York, Estados Unidos. O projeto de US$ 1 bilhão está localizado na Sixth Avenue, entre as ruas 42nd e 43nd, junto ao Bryant Park. Foi projetado pela Cook+Fox Architects e Gensler para ser um dos mais eficientes e ecológicos edifícios do mundo. A construção foi completada em 2009. O Bank of America é o proprietário do edifício.

## Detalhes
A altura da antena da torre é de 77,9 m. O edifício possui 54 andares e tem aproximadamente 195,096 m² de área de escritório. Após a instalação da antena em Dezembro de 2007, o edifício se tornou o terceiro mais alto da cidade de Nova York, atrás somente do Empire State Building e do 1 World Trade Center. Tem três conjuntos de escadas e um total de 53 elevadores - 52 para uso dos escritórios e um para a garagem.
Vários edifícios foram demolidos para dar lugar ao edifício, sendo o maior deles o Remington Building.

## Características

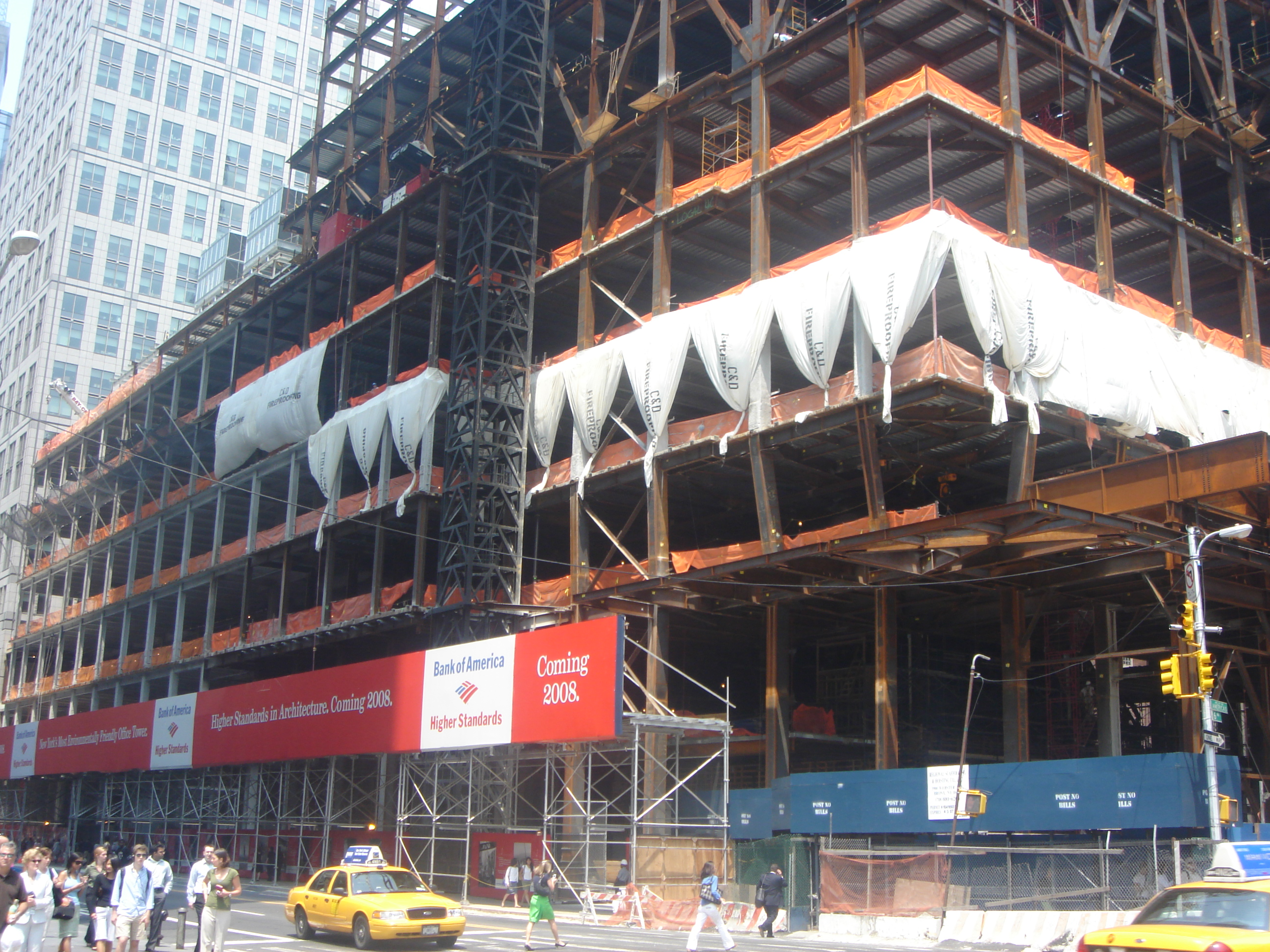
Bank of America Tower

A construção do edifício foi executada usando concreto manufaturado e um bioproduto de carvoarias. A mistura usando concreto consiste em 55% de cimento e 45% de escória. Isso torna o concreto mais resistente. O uso do concreto de escória pode reduzir o dano causado ao planeta através da diminuição do dióxido de carbono produzido pelo cimento manufaturado padrão  em que cada tonelada de cimento produz uma emissão de uma tonelada de CO2 na atmosfera.
O controle da temperatura no edifício, e a conversão da mesma em energia, é feito de uma maneira ecologicamente correta. O vidro isolante evita parte da perda de calor, o que por sua vez economiza o consumo de energia e aumenta a transparência. Sensores de dióxido de carbono assinalam ao sistema o acionamento da ventilação, quando elevados índices de CO2 é detectado no edifício.
O sistema de refrigeração produz e estoca gelo durante os horários fora de pico, e então usa o gelo para ajudar a refrigerar o edifício em horário de pico, similar às baterias de gelo do 1995 Hotel New Otani em Tóquio, Japão. Baterias de gelo vem sendo usadas desde geladeiras quando eram usadas para fazer comerciais 130 anos atrás, antes da invenção da lâmpada elétrica. Agora os arquitetos estão redescobrindo a velha técnica da bateria de gelo.
A torre possui 4.6 megawatts de cogeração, que supri parte da demanda por eletricidade. Um gerador interno reduz significativamente as perdas de energia comuns das centrais elétricas.